# Biblioteca Nacional de Finlandia
La Biblioteca Nacional de Finlandia (en finlandés Kansalliskirjasto, en sueco, Nationalbibliotek) es la más importante biblioteca de investigación en la República de Finlandia, siendo parte desde una perspectiva administrativa de la Universidad de Helsinki; hasta el 1 de agosto de 2006, era conocida como la Biblioteca de la Universidad de Helsinki. Guarda el patrimonio bibliográfico finlandés, y todos los ciudadanos pueden pedir la tarjeta de uso de la biblioteca, que permite el préstamo a domicilio de una gran parte del fondo de la Biblioteca. Diversos edificios alojan la Biblioteca, siendo el más antiguo del complejo, el diseñado por Carl Ludvig Engel en 1844. Una ampliación, la llamada Rotonda, fue erigida en 1903. La mayor parte de la colección se cobija en un gigantesco sótano, Kirjaluola, que significa en finés, cueva de los libros, un búnker subterráneo de más de 57.000 metros cúbicos, excavado en la roca viva, a 18 metros bajo el edificio de la biblioteca.